# Jonathan Levine
Jonathan A. Levine (New York, 1976. június 18. –) amerikai filmrendező és forgatókönyvíró.

## Élete és pályafutása
Zsidó családban született. A manhattani St. Bernard's School és a massachusettsi Phillips Academy tanulója volt. A Brown Egyetemen szerzett diplomát.
Paul Schrader rendezőasszisztense volt. Pályafutását két rövidfilm megrendezésével kezdte: Shards (2004) és Love Bytes (2005). 
Első nagyjátékfilmes rendezése a 2006-os Majd meghalnak Mandy Lane-ért volt.

## Filmográfia

### Film
| Év   | Magyar cím                         | Eredeti cím                      | Feladatkör | Feladatkör | Feladatkör |
| Év   | Magyar cím                         | Eredeti cím                      | Rendező    | Író        | Producer   |
| ---- | ---------------------------------- | -------------------------------- | ---------- | ---------- | ---------- |
| 2004 |                                    | Shards (rövidfilm)               | Igen       | Igen       | Nem        |
| 2005 |                                    | Love Bytes (rövidfilm)           | Igen       | Igen       | Nem        |
| 2006 | Majd meghalnak Mandy Lane-ért      | All the Boys Love Mandy Lane     | Igen       | Nem        | Nem        |
| 2008 | Bódulat                            | The Wackness                     | Igen       | Igen       | Nem        |
| 2011 | Fifti-fifti                        | 50/50                            | Igen       | Nem        | Nem        |
| 2013 | Eleven testek                      | Warm Bodies                      | Igen       | Igen       | Nem        |
| 2015 | Másnap(os) karácsony               | The Night Before                 | Igen       | Igen       | Nem        |
| 2016 | Mike és Dave esküvőhöz csajt keres | Mike and Dave Need Wedding Dates | Nem        | Nem        | Igen       |
| 2017 | Ó, anyám!                          | Snatched                         | Igen       | Nem        | Nem        |
| 2019 | Csekély esély                      | Long Shot                        | Igen       | Nem        | Vezető     |

### Televízió
| Év        | Magyar cím                  | Eredeti cím               | Feladatkör | Feladatkör      | Megjegyzések        |
| Év        | Magyar cím                  | Eredeti cím               | Rendező    | Vezető producer | Megjegyzések        |
| --------- | --------------------------- | ------------------------- | ---------- | --------------- | ------------------- |
| 2010      | Kergetjük az amerikai álmot | How to Make It in America | Igen       | Nem             | 1 epizód            |
| 2014      | Doktor Rush                 | Rush                      | Igen       | Igen            | sorozat megalkotója |
| 2017      | Szénné égek idefent         | I'm Dying Up Here         | Igen       | Nem             | 1 epizód            |
| 2021–2025 | Kilenc idegen               | Nine Perfect Strangers    | Igen       | Igen            |                     |
| 2022–2024 | Hazudj!                     | Tell Me Lies              | Igen       | Igen            | 1 epizód            |
| 2024      | Az enyveskezű               | The Sticky                | Nem        | Igen            |                     |